# Dyplomatka (ubiór)

Dyplomatka

Dyplomatka (także chesterfield) – najbardziej formalny, męski płaszcz jesienno-zimowy. Zwykle jest szary, granatowy, lub czarny. Przylega do ciała. Sięga maksymalnie do kolana. Może występować zarówno w wersji jednorzędowej, jak i dwurzędowej. Może być wykonany z grubej wełny, lub kaszmiru. Jego oryginalna nazwa wywodzi się od George’a Stanhope’a, szóstego hrabiego Chesterfieldu.